# Thanh địa chỉ
Một thanh địa chỉ (hoặc thanh location hoặc thanh URL) là một thanh không thể thiếu trong một Trình duyệt web sẽ hiển thị URL hiện thời hoặc để cho người dùng nhập URL mà mình muốn truy cập. Đa phần các thanh này trong các trình duyệt đều hỗ trợ chức năng tự động hoàn thành URL mà người dùng đang nhập và thường phụ thuộc vào lịch sử truy cập của người dùng. Các trình duyệt web cũng hỗ trợ các phím tắt tự động hoàn thành địa chỉ.

## Tính năng
- Cho các website có favicon (Một icon nhỏ tượng trưng cho website đó), thì sẽ xuất hiện ở tận cùng bên trái của thanh địa chỉ.
- Thanh địa chỉ cũng có thể được sử dụng, ở một số trình duyệt web, chỉ ra trạng thái bảo mật của trang web bằng nhiều màu sắc khác nhàu.
- Trong trình duyệt Opera, thanh địa chỉ cũng vừa là thanh progress chỉ ra bao nhiêu nội dung của trang web đã được tải. Tính năng này cũng có mặt trong trình duyệt Safari đầu tiên, nhưng các phiên bản sau đã loại bỏ tính năng này.
- Cũng có thể được dùng để phát hiện web feed. Thường được chỉ ra bởi RSS icon "".
- Trong trình duyệt Google Chrome, thanh địa chỉ (hay Omnibox) cũng chính là plugin tìm kiếm sẽ sổ xuống gợi ý URL bởi Google Suggest. Có một Firefox addon cũng có thể làm được điều này[1].
- Chức năng tìm kiếm nhanh. Các ký tự mà người dùng nhập sẽ thành "keywords" sử dụng để tìm kiếm bằng công cụ mặc đinh của trình. duyệt

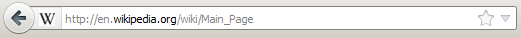
Thanh địa chỉ của Firefox khi vào Wikipedia

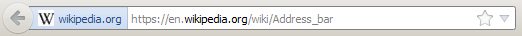
Thanh địa chỉ của Firefox khi vào [https://secure.wikimedia.org/wikipedia/en/wiki/Main_Page Wikipedia secure

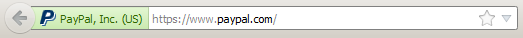
Thanh địa chỉ của Firefox khi vào Paypal sử dụng một Chứng chỉ Kiểm tra Mở rộng - Extended Validation Certificate